# Évek, művek, alkotók
Az Évek, művek, alkotók című, Ybl Miklós-díjasok és műveik alcímű két részből álló – 1995-ben és 2004-ben megjelent – lexikonként is használható kézikönyv-sorozat azoknak a magyar építészeknek a munkáit mutatja be, akiket 1953 óta Ybl Miklós-díjjal ismertek el.

## Tartalma, felépítése
Az első kötet az 1953–1994 között, a második az 1995–2003 között Ybl-díjjal elismert építészeket sorolja. Az építész neve, születési (halálozási) éve és nagyon rövid bibliográfiája, valamint az Ybl-díj odaítélésének indoklása mellett fotón mutatja be az épületet vagy a tervrajzot, és a műről szóló bibliográfia zárja az adatlapot. Az egyes adatlapokon kívül jegyzékként hétféle csoportosításban sorolja a kötet az előforduló neveket: a díj odaítélésének dátuma szerint időrendben, betűrendben, továbbá van egy lista, ami magába foglalja azoknak a neveit is, akik csak publikáltak egy Ybl-díjasról, vagy annak művéről.
Az első kötet az utolsó pillanatban jelent meg, mivel nem csak az Ybl-díjas épületeket fenyegető átépítés, lebontás fenyegette az alkotások bemutatását, de az állami építészeti tervezőintézetek megszűnése, archívumuk, dokumentációjuk elkallódása is nehezítette az anyaggyűjtést.

## Kiadásai
A 476 oldalas első kötet bemutatója 1995. december 4-én volt a budapesti Litea Könyvesbolt és Teázóban. A kiadványnak két kötete jelent meg: 1995-ben Ybl Miklós-díjasok és műveik 1953-1994 alcímmel, 2004-ben – a díj alapításának 50. évfordulójára – pedig Ybl Miklós-díjasok és műveik 1995-2003 alcímmel. Mindkét kötet az Építésügyi Tájékoztatási Központ kiadásában jelent meg.

## Szerzői, kiadója
Az első kötet főszerkesztője Schéry Gábor, szerkesztője Kovács Imre volt. Tíz, publikálásban jártas építész működött közre a díjazott művek ismertetésének megírásában: Barna Krisztina, Csorba Zoltán, Dragonits Tamás, Horváth Tiborné Sipos Edith, Jékely Zsolt, Kovács Imre, Ottlik Gábor, Schéry Gábor, Ulrich Ferenc. A második – a felölelt időszakból adódóan jóval szerényebb terjedelmű kötetet – Schéry már szerkesztőként jegyzi, Kovács Imre csak az előszót írta. Mindkét kötet kiadója az Építésügyi Tájékoztatási Központ Kft. (ÉTK) volt.